# Honda Ascot (мотоцикл)
Honda Ascot — название двух мотоциклов, выпущенных японской компанией Honda в начале 1980-х годов. Мотоциклы FT500 и VT500FT выпускались под названием Ascot в период с 1982 по 1984 год.

## FT500 (1982)
Мотоцикл Honda FT500 продавался в 1982 году в цветах Monza Red или Black. Красный мотоцикл имеет полосы на топливном баке и серо-серебристую наклейку «FT500», а чёрный — красно-оранжевую наклейку. На американских мотоциклах спидометр имеет ограничение в 135 км/ч, а на других версиях — в 180 км/ч. Фара и приборная панель прямоугольные. Мотоцикл оснащён четырёхклапанным одноцилиндровым двигателем объёмом 498 см3 с клапанным механизмом SOHC и одним карбюратором. Степень сжатия составляет 8,6:1, а мощность — 26 кВт (35 л. с.) при 6500 об/мин. Двигатель, оснащённый балансирным валом, создан на основе двигателя эндуро Honda XL500. Коробка передач — пятиступенчатая (1-я = 2,462:1; 2-я = 1,647:1; 3-я = 1,250:1; 4-я = 1,000:1; 5-я = 0,840:1), с закалёнными шестернями и упрочнённой цепью. Стоковое переключение передач — 15/42 (3,71:1). Тормоза мотоцикла — двухпоршневые дисковые. Само транспортное средство имеет электрический стартер. Масса мотоцикла составляет 156 кг, максимальная скорость — около 150 км/ч, а средняя экономия топлива — 48 миль на галлон. Серийные номера начинаются с JH2PC0708CM000019. 

## FT500 (1983)
С 1983 года FT500 также продавался в красном или чёрном цвете Monza. Полосы бака и боковой крышки на красном мотоцикле — бело-синие, а на чёрном — серебристо-красные. Фара и приборная панель прямоугольные. Спидометр имеет ограничение в 195 км/ч. В мотоцикле применяется четырёхклапанный одноцилиндровый двигатель объёмом 498 см3 с клапанным механизмом OHC и одним карбюратором. Коробка передач — пятиступенчатая. Тормоза мотоцикла — двухпоршневые. Серийные номера начинаются с JH2PC070*DM100001.

## VT500FT (1983)
VT500FT Ascot, продававшийся в цветах Pearl Siren Blue или Candy Bourgogne Red, имеет V-образный двухцилиндровый двигатель жидкостного охлаждения объёмом 491 см3. Коробка передач — шестиступенчатая (1-я: 2,86, 2-я: 1,95, 3-я: 1,55, 4-я: 1,28, 5-я: 1,07, 6-я: 0,87), с валопроводом. Боковая крышка на синем мотоцикле серебристая, а приборная панель красного мотоцикла чёрная. Наклейка на крыле бензобака двухцветная. Выхлопная система 2-в-1 выполнена в чёрном хроме. Серийные номера начинаются с JH2PC070*DM100001.

## VT500FT'84
В 1984 году VT500FT продавался в двух цветах: чёрном или красном. На чёрном мотоцикле серебристая боковая крышка, а приборная панель красного мотоцикла чёрная. Наклейка на крыле бензобака трёхцветная. Выхлопная система 2-в-1 выполнена в чёрном хроме. В мотоцикле применяется V-образный двухцилиндровый трёхклапанный двигатель объёмом 491 см3 с клапанным механизмом OHC и жидкостным охлаждением. Коробка передач — шестиступенчатая, с валовым приводом. Серийные номера начинаются с JH2PC070*EM100001.